# Heinrich Behrens (Politiker, 1924)
Heinrich Behrens (* 17. Februar 1924 in Bremen; † 17. November 2008) war ein deutscher Politiker (SPD). Er war Mitglied der Bremischen Bürgerschaft und Ortsamtsleiter in Vegesack.

## Biografie
Behrens erlernte den Beruf eines Maschinenschlossers. Er wurde dann zum Reichsarbeitsdienst (RAD) einberufen. Am 20. Juni 1943 beantragte er die Aufnahme in die NSDAP und wurde rückwirkend zum 20. April desselben Jahres aufgenommen (Mitgliedsnummer 9.630.844). Von 1943 bis 1947 war er Soldat und dann in Kriegsgefangenschaft.
Nach dem Zweiten Weltkrieg absolvierte er von 1947 bis 1949 eine Lehre als Buchhändler und war dann in dem Beruf tätig. Er wurde Mitglied der SPD. Von 1953 bis 1974 war er Angestellter der Allgemeine Ortskrankenkasse (AOK) in Bremen.

## Politik
Behrens war von 1971 bis 1974 rund drei Jahre lang Mitglied der Bremischen Bürgerschaft und wirkte in verschiedenen Deputationen der Bürgerschaft mit. Von 1974 bis 1989 war er Leiter des Ortsamtes Bremen - Vegesack und schied deshalb aus der Bürgerschaft aus.

## Ehrungen
- Die Heinrich-Behrens-Straße in Bremen-Vegesack, Ortsteil Grohn, wurde 2012 nach ihm benannt.